# スウェーデン系フィンランド人

スウェーデン系フィンランド人を象徴する旗。非公式。

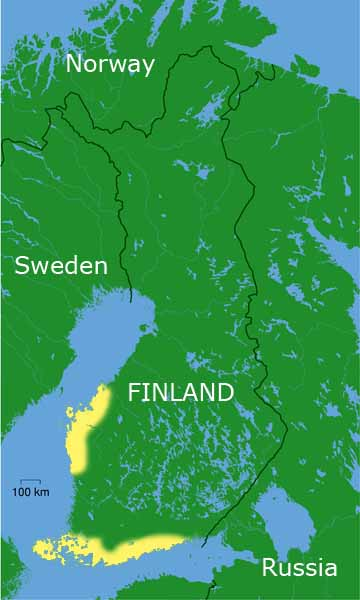
スウェーデン系フィンランド人の居住地域（黄色）

スウェーデン系フィンランド人（スウェーデンけいフィンランドじん、スウェーデン語：finlandssvenskar, フィンランド語：suomenruotsalaiset）は、フィンランドの少数派言語集団であり、文化的マイノリティでもある。スウェーデンから移住した人々とその子孫を中心とした集団であるが、近年ではフィンランド語系との通婚が進んでおり、アイデンティティーを共有することによって集団を形成している。

## 呼称、人口
フィンランド語では、一般的にsuomenruotsalaiset（フィンランドのスウェーデン人）と呼び、法的にはruotsinkieliset（スウェーデン語系の人）や、ruotsinkielinen väestö（スウェーデン語系住民）と呼ぶ。日本語表記では、スウェーデン語系フィンランド人もある。また、スウェーデン語のfinlandssvenskarの直訳によるフィンランド・スウェーデン人という表記も存在する。
2001年時点で、フィンランドの総人口の5.7%にあたる約29万人がスウェーデン語を母語として住民登録している。
北欧の人々の多くが、「フィンランドのスウェーデン人」とはスウェーデン語を学んだ純粋なフィンランド人だと理解しがちだが、これに対してスウェーデン語系フィンランド人は反対する。スウェーデン語系にとってのルーツは中世の東スウェーデンに根ざした言語グループで、第1言語はスウェーデン語でありフィンランド語ではない。
スウェーデン語系に対するあだ名として、フッリ（hurri）という語がある。由来はエステルボッテン南部のフィンランド語方言であり、1780年代の海岸地帯のスウェーデン語系の人々を指した。1930年代に言語闘争が起きてからは、軽蔑的なニュアンスで使われるようになった。1970年代にエステルボッテンのスウェーデン語系の人々が民族主義運動を起こした際は、スウェーデン語の勝鬨「フラー（hurra、万歳）」と混同させてフィンランド語の罵倒「フッリ」を連想させる「フッラルナ（hurrarna）」という語を使った。

## 言語

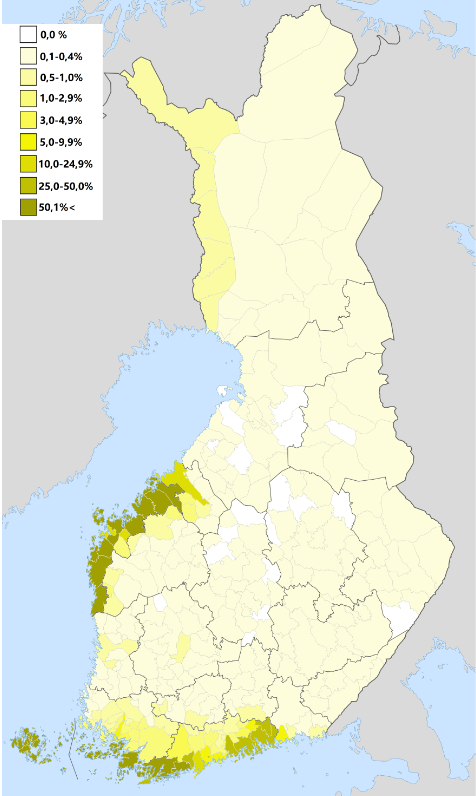
スウェーデン語話者の割合

スウェーデン語はインド・ヨーロッパ語族ゲルマン語派に属し、ノルウェー語、デンマーク語、アイスランド語と系統が近い。フィンランド総人口の92%にあたるフィンランド語はウラル語族フィン・ウゴル語派に属する。フィンランドで話されるフィンランド・スウェーデン語はフィンランド語のイントネーションに近く、語頭にアクセントを置き抑揚が少なく、スウェーデンでのスウェーデン語とは異なる。

### 言語的境界線
スウェーデン語系とフィンランド語系の言語的境界線の初期の証拠として、15世紀はじめにフィンビュー（フィン人の村）とスヴェンスクビュー（スウェーデン人の村）という対になる地名がある。境界線において、言語的な少数派に対して使われたと解釈されている。言語的境界線についての研究では、物質文化は言語と関係なく商品流通と同様に広まることが判明している。

### 話者のイメージ
スウェーデン語系の社会は内陸部にもあり、測量士、森林監督官、教師、警官、牧師、医師、写真屋、軍人、薬屋、製材工場主、地主などで構成されていた。そうした世帯では家庭でスウェーデン語を話し、フィンランド語を話す使用人を雇っていた。特に19世紀以降のフィンランドでは、スウェーデン語系の一般的なイメージは上流階級社会と結びついた。実際のスウェーデン語系の中心は海岸地域の漁師、農民、職人だったが、スウェーデン語は権力の言語として認識されることになった。

### 借用語
言語的境界線上の地名の多くはスウェーデン語がもとになっており、たとえばスウェーデン語のロングヴァットネット（Långvattnet, 長い水路）がフィンランド語に翻訳されてピトケヴェシ（Pitkävesi）になる。もとがフィンランド語の地名や習慣は、そのままかあるいはスウェーデン語風に変形されて借用された。フィンランド語からの借用語の多くは、商売、職人、使用人などの文化に関係する語が多い。pojke（少年）、piga（女中）、pajta（シャツ、リンネル）、mekko（カーディガン）、parm（干草を量る単位）、katsa（漁労用の網籠）、kont（白樺の樹皮などで作ったリュックやカバン）、loka（ヨット）などがある。2言語併用の歴史が長い地域では、フィンランド語からの借用が1000語以上ある。フィンランド語からの影響は特に若い世代に多く、公文書でも意味借用は行われている。

### 研究
フィンランド教育省下の研究機関であるフィンランド国内諸言語研究所では、スウェーデン語の研究と管理が行われている。言語管理の目的は、地域的な多様性を保ちつつ、スウェーデンにおけるスウェーデン語から過度に遊離することを避ける点にある。スウェーデン語計画課と言語委員会が運営し、標準文語の確立と維持、実態調査、新語の開発などを行っている。情報誌として『言語使用』が発行されている。

## 歴史
スウェーデン語系住民のフィンランド移住は、400年代から800年代にオーランド諸島で始まったとされる。フィンランド本土への移住は1200年代以降だった。土着の信仰をキリスト教に改宗するために北方十字軍が行われ、フィンランドにはスウェーデンとデンマークが遠征した。フィンランドへの十字軍は1155年、1249年、1293年の3回があったとされるが、遺物が少なく史料が後世に書かれたものであるため、遠征そのものがなかったという説もある。

### スウェーデン統治時代

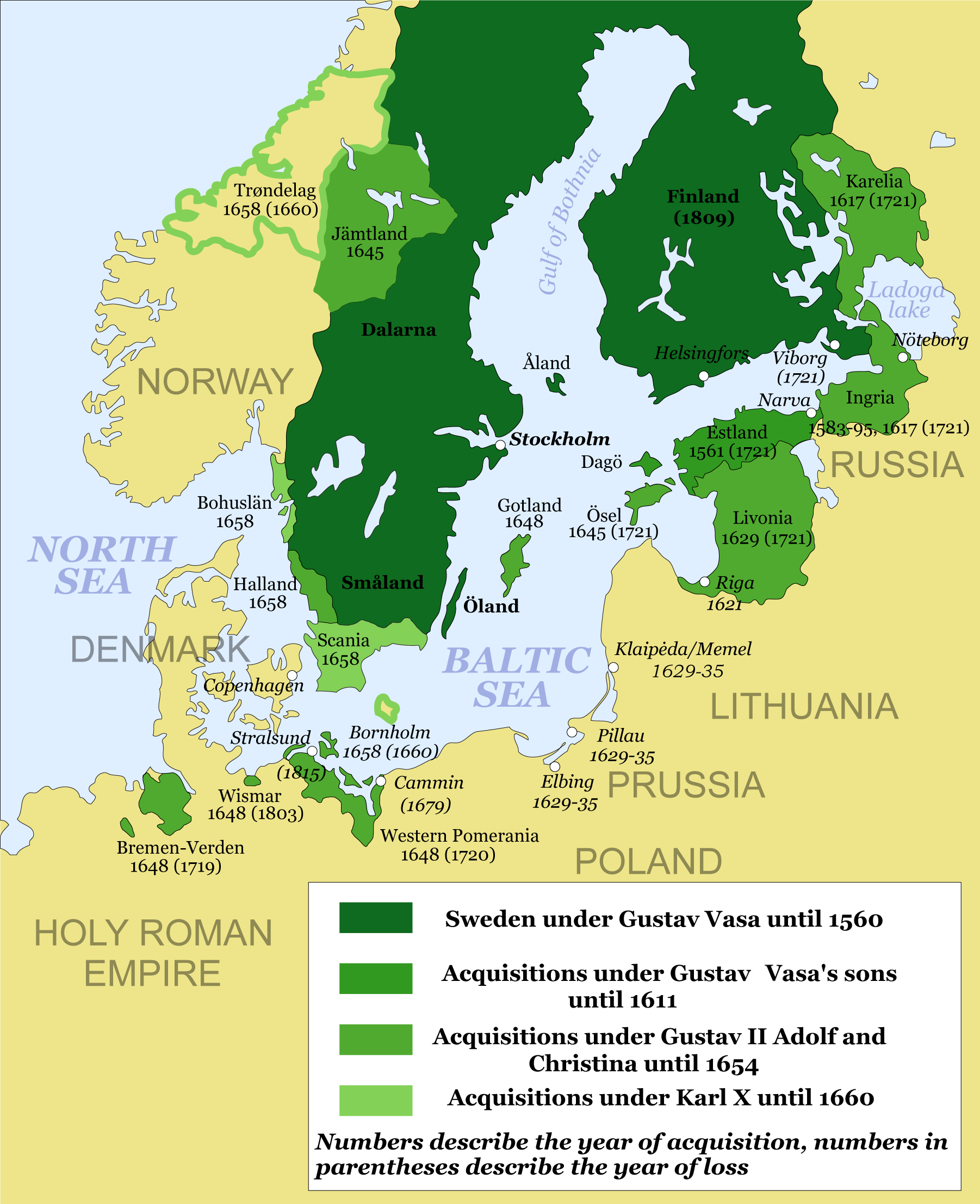
1658年のスウェーデン王国。スウェーデン帝国やバルト帝国と呼ばれた

1276年にオーボに司教座が設置され、1323年にスウェーデンとノヴゴロド公国の間でパハキナサーリ条約が結ばれ、本フィンランドや南西フィンランドの地域がスウェーデン領となった。スウェーデン東部の州として統治下に組み込まれ、スウェーデン＝フィンランドを形成した。先住民族であるフィン人はスウェーデンの統治下におかれた。
スウェーデン統治時代は、スウェーデンから貴族や役人が支配者層として移住した。公用語はスウェーデン語であり、公的文書はフィンランド語に翻訳された。知識人の多くはスウェーデン語系だった。14世紀にペストが流行した際、フィンランドは被害が少なかったが、スウェーデンでは1350年頃以降に人口が激減し、フィンランドへの農民の移住が途絶えたとされる。
1397年、デンマークがフィンランドをも含んだカルマル同盟を締結するが、デンマーク人の勢力はフィンランドには及ばず、スウェーデン＝フィンランドは維持された。1523年にスウェーデンがカルマル同盟から離脱すると、スウェーデン語系もスウェーデンと共に独立した。スウェーデンはエストニア北部へ進出してロシア帝国と対立し、1570年〜1595年にスウェーデンとロシアの戦争が起き、主戦場はフィンランドとなった。
1700年に始まった大北方戦争ではスウェーデンが敗北した。1713年〜1714年にはフィンランドの大部分がロシアの占領地となって略奪や暴行が起き、支配層である貴族や商人らのスウェーデン語系を中心とする数千人がスウェーデンに逃亡した。大北方戦争でカール12世が戦死しスウェーデンが敗北した影響で議会政治が進み、公民権が拡大した時期は自由の時代と呼ばれる。この時期にはフィンランドからスウェーデン語系議員が輩出されてスウェーデンの国政に参加した。
ナポレオン戦争においてスウェーデンはフランス帝国と対立し、ロシア帝国に第二次ロシア・スウェーデン戦争で敗北した。1809年のフレデリクスハムンの和約でフィンランドはロシアに割譲され、スウェーデンのフィンランド統治が終了した。

### ロシア統治時代
ロシア帝国はフィンランドを直轄地として、1809年にフィンランド大公国を建国した。ロシアはフィン人を大公国の統治者として扱い、これにはスウェーデンとの関係を弱体化する意図があった。ロシアは信教の自由、議会や議員、身分や特権の維持、法律の自由などを保障した。他方で1829年以降に検閲制度が強化され、スウェーデン統治時代に存在した思想や言論・出版の自由は制限されていった。ロシア文化がフィンランドに流入し、ロシア語の名称がそのまま入るか、あるいはスウェーデン語風やフィンランド語風に変形されて取り入れられた。1860年代から工業化が進み、森林資源は「緑の黄金」とも呼ばれて製材や製紙が盛んになった。通信機器における世界な企業だったノキアも1865年の創業当初は製紙業で、創始者のフレドリク・イデスタムはスウェーデン語系にあたる。

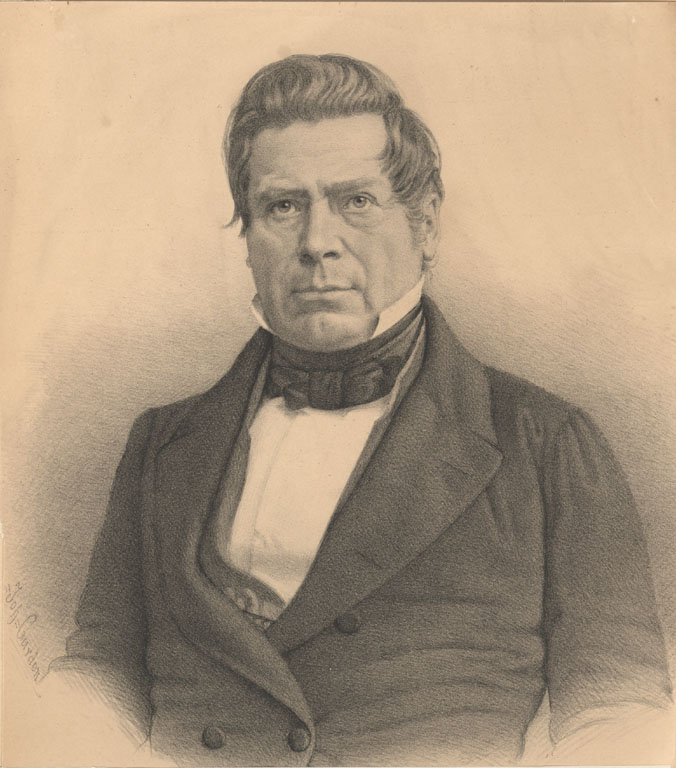
A・アルヴィドソン

19世紀中葉以降、北欧諸国の汎スカンディナヴィア主義の影響でフィンランドでも民族主義が高まると、スウェーデン語系住民もフィン人と共にフィンランドの独立をロシアに訴えた。スウェーデン語系で汎スカンディナヴィア主義者のアドルフ・アルヴィドソンが発したとされる有名な言葉に、「もはやスウェーデン人ではない、ロシア人にもなれない、我々すべてはフィンランド人になるのだ」がある。1863年の身分制議会でアレクサンドル2世は言語布告を発し、すでに公用語となっていたスウェーデン語と並んでフィンランド語も公用語になり、2公用語体制が始まった。フィンランド人の権利を求める運動は続き、フィンランド語系は1860年代に青年フィン人党を結成して政治活動を行い、スウェーデン語系は1870年にスウェーデン人民党を結成した。フィンランド語系はフェンノマン、スウェーデン語系はスヴェコマンと呼ばれ、両者はしばしば衝突した。
フィンランドの行政語をロシア語とする言語宣言（1900年）や、フィンランド軍を廃止してロシア帝国軍に徴兵する兵役法（1901年）が制定されるとロシアへの反発が強まり、青年フィン人党とスヴェコマンは協力して護憲派を構成して自治を求めた。ロシアは国内外の動乱の影響でフィンランドの要求を受け、1906年に議会法を制定した。1907年には初の普通選挙が実施され、スヴェコマンによるスウェーデン人民党は全200議席中の24議席を獲得し、その後1920年代も10％ほどの一定の議席を維持した。

### 独立後
1917年にロシア革命が起きたのち1918年にフィンランドは独立し、スウェーデン語系も独立を支持した。1918年からフィンランド内戦が起き、フィンランドでは白衛隊と赤衛隊に分かれて戦った。スウェーデン語系の軍人カール・グスタフ・マンネルヘイムは白衛隊を指揮して勝利に導き、のちの1944年に大統領に就任した。
独立時点では総人口の約11%にあたる約35万人のスウェーデン語系住民が存在した。2公用語体制は独立後も引き継がれ、1922年の言語法によって詳細な規定が定められた。スウェーデン語系の多いオーランド諸島はスウェーデンへの帰属を求めてスウェーデン国王に請願書を出した。フィンランドはオーランド自治法によって懐柔しようとしたが、住民は拒否した。帰属をめぐってフィンランドとスウェーデンの緊張が高まったため、スウェーデンは国際連盟に解決を求める。国連はオーランド諸島をフィンランド領だと確認し、決着した。
こうした事件も影響し、ナショナリストによる運動が始まり、スウェーデン語系にとって脅威となった。ナショナリストはスウェーデン語風の名字をフィンランド語風に改姓することを求める運動や、大学の講義をフィンランド語のみとする要求などを行った。言語法以降、スウェーデン語系とフィンランド語系の地理的・経済的・社会的な境界は消滅に向かった。1960年代以降、スウェーデン語系とフィンランド語系のグループ間の結婚は一般的になり、2言語の併用者が別個のグループと見做されるようになった。1960年代には安定した経済成長を続けていたスウェーデンへの移住が増え、スウェーデン語系の減少につながった。
1994年にフィンランドが署名した欧州評議会の地方言語または少数言語のための欧州憲章で、スウェーデン語はフィンランドの公用語として65項目での保護条項を保障された。1995年に欧州連合（EU）に加盟した際の国民投票では、スウェーデン人民党の支持者は賛成85%と多かった。同年の総選挙では社会民主党を第1党として、国民連合党、左翼同盟、緑の党、スウェーデン人民党が参加してイデオロギーの異なる5党による連立内閣が成立した。

## 法的位置

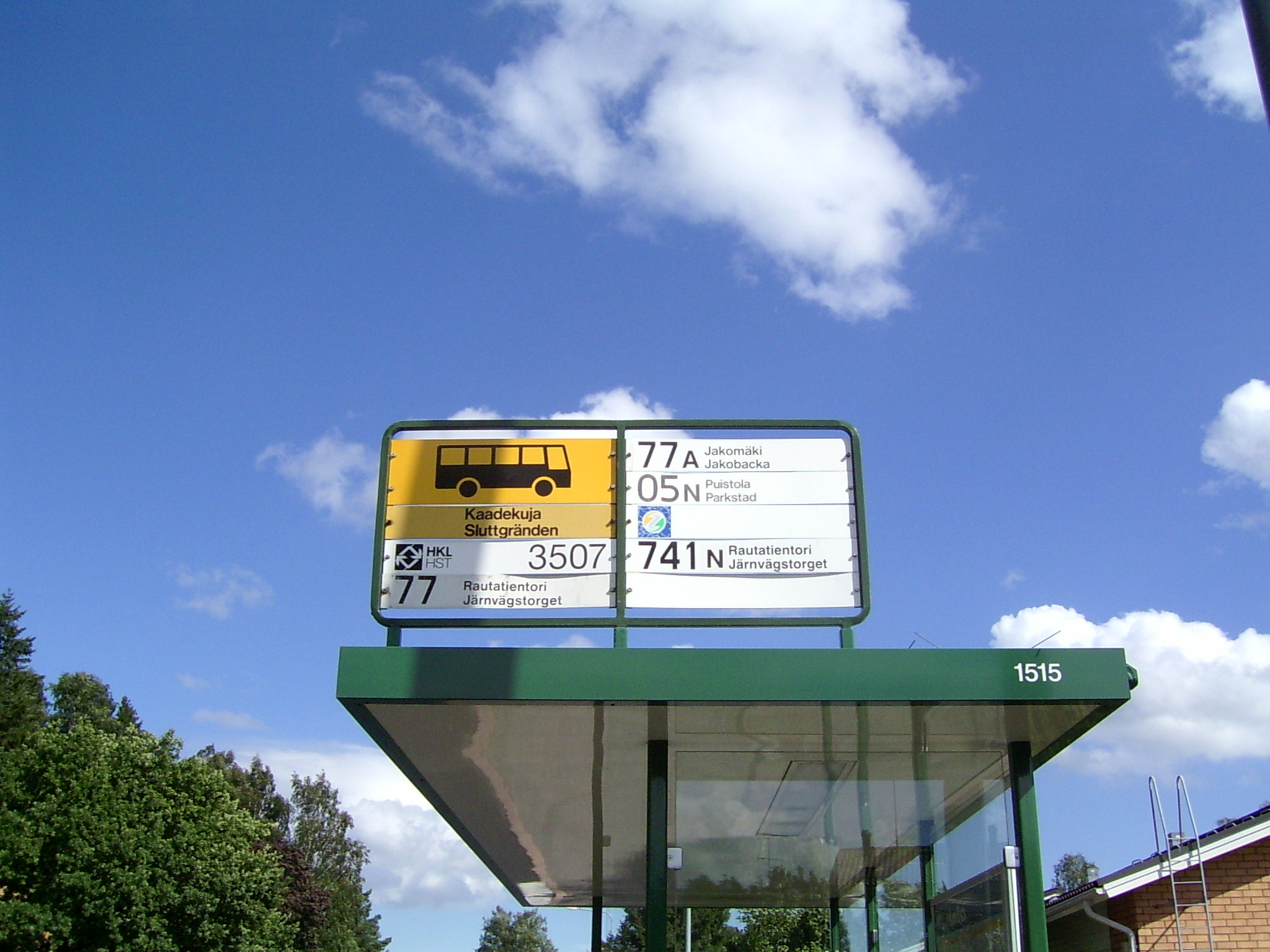
フィンランドの2言語表記の標識

2000年に施行されたフィンランド憲法の第17条「自らの言語と文化に対する権利」により、裁判所と他の公的機関でスウェーデン語の使用の権利が保障されている。スウェーデン語のメディアや政党があり、スウェーデン語のみの教育で大学まで学ぶ権利がある。
スウェーデン語系に対する言語権保障はフィンランド全土で保障されるべき面を持つ。他方で公機関の言語は、地方自治体の言語に関する規定にもとづく。同規定によると、スウェーデン語系あるいはフィンランド語系のいずれかの少数派が自治体総人口の8%に達するか、3000人を超えた場合に、2言語併用自治体とみなされる。少数派人口がそれ以下の場合は単一言語自治体とみなされる。2003年時点では、448自治体のうちスウェーデン語単一言語自治体は19、スウェーデン語が優位な2言語併用自治体は23、フィンランド語が優位な2言語併用自治体は21となっている。
オーランド諸島は住民の約94％がスウェーデン語系で、フィンランド独立時には帰属をめぐってフィンランドとスウェーデン間で争われた。1920年にオーランド自治法が成立し、1951年と1991年に改正がされた。オーランド諸島の住民は兵役が免除されており、教育言語はスウェーデン語のみとなっている。2言語併用の教育機関で必要なフィンランド語能力についても、オーランドの教育機関で学んだ者に対しては軽減措置がある。
対外的にはフィンランド、スウェーデン、ノルウェー、アイスランド、デンマークによって北欧言語協定が結ばれており、締結国の国民が相互の公機関または公的機関で自らの言語を使用できる状況を作るために努力することが約束されている。

## 政治

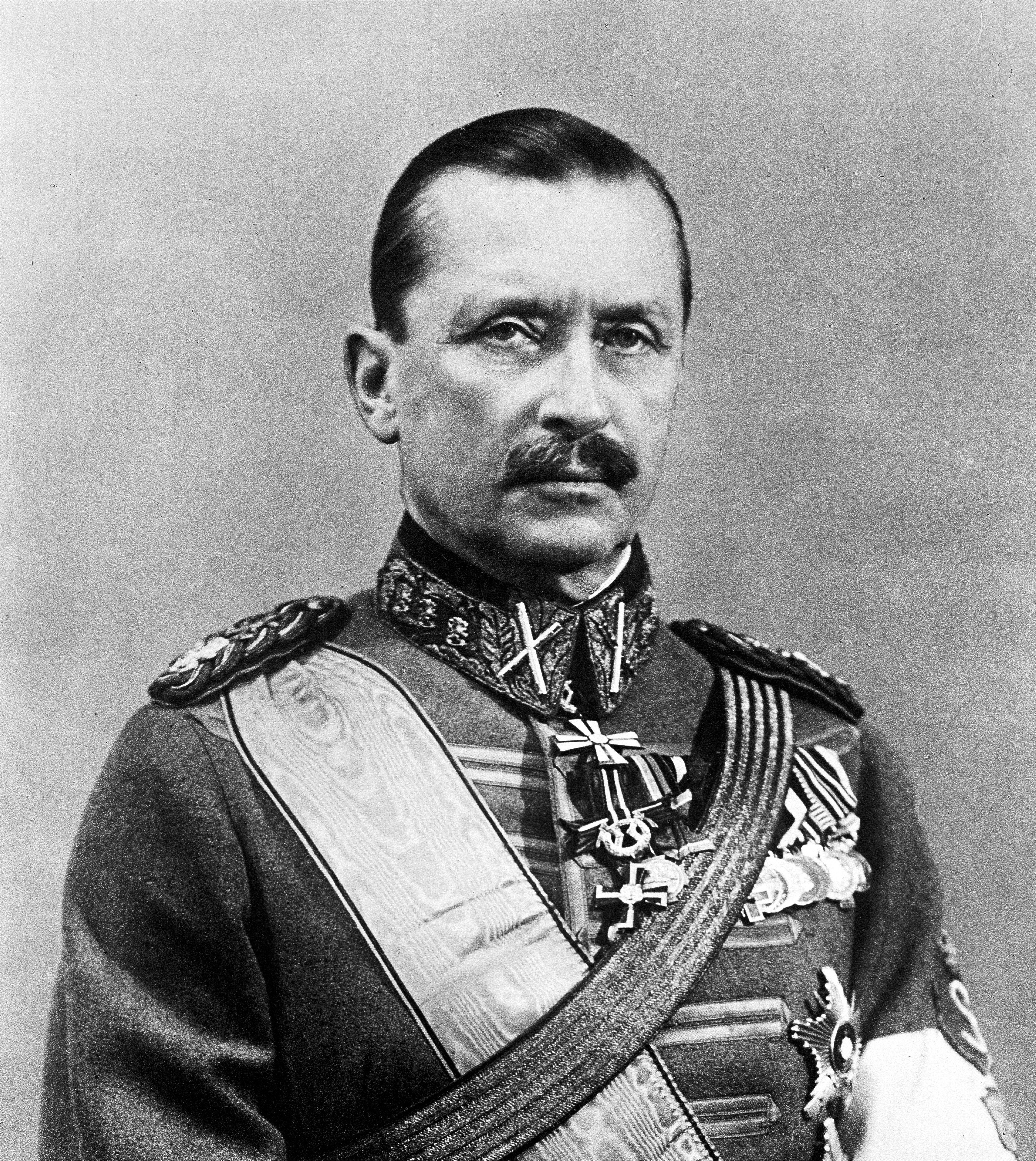
カール・グスタフ・マンネルヘイム

スウェーデン語系フィンランド人は、フィンランド人とスウェーデン本国との板挟みになる場合があった。1590年代のカール9世とシーギスムンド王の争いを発端とした農民蜂起の棍棒戦争では、フィンランド語系の農民は積極的だったのに対して、スウェーデン語系の農民は役人と関係が近いため態度を保留した。こうした違いは独立後の内戦でも表れた。スウェーデン統治時代は、スウェーデン語系フィンランド人もスウェーデンの国政に参加した。当時の政治家にアンダシュ・シデニウスやアルヴィド・ホルンらがいる。
独立後のスウェーデン語系にとって脅威となった民衆運動は、カレリア学徒会（AKS）、ラプア運動、愛国人民連盟（IKL）の純正フィンランド主義者がある。政治思想は異なるが、いずれも愛国心を共和政や法治国家より優先した。フィンランド語を共有する地域の統合を目指す大フィンランド主義も、スウェーデン語系にとっては抑圧的だった。AKSはスウェーデンを仮想敵とし、スウェーデン語系の人々を攻撃した。また、会員の姓をフィンランド語に改姓することを義務とした。1935年には、スウェーデン語風の名字をフィンランド語風に改姓するキャンペーンが行われた。純正フィンランド主義者は、言語少数派に対する迫害ではなく、それまでスウェーデン語系が享受してきた特権の剥奪だと主張した。言語をめぐる対立はフィンランドにおける言語闘争とも呼ばれる。排他的な運動は、フィンランドが協力していたナチス・ドイツの敗北や、ソビエト連邦との継続戦争でフィンランドが敗北したことにより縮小していった。
独立から第二次大戦期にかけてのフィンランドは親ドイツ派が多く、スウェーデン人民党の指導部も継続戦争の開始時点ではドイツとの提携を望んでいた。1944年11月以降にドイツの不利が明らかになると、ナチズムやファシズムの支持者は保身のために言動を変えた。敗戦後はナチズムやファシズムの支持者や、戦争に加担した人物のブラックリストが作られて糾弾が行われた。評論家・作家のハーガル・オルッソンは、ナチスの強制収容所と焼却場について触れ、戦時中の人々が何に賛成・反対していたかを社会に問いかけた。
独立後のスウェーデン語系の著名な政治家としては、第6代大統領のカール・グスタフ・マンネルヘイム、第64代首相のアレクサンデル・ストゥブらがいる。

## 宗教
宗教改革以降にフィンランドではプロテスタントへの改宗が進み、スウェーデン語系の教区とフィンランド語系の教区を区別するようになった。1569年のオーボでは言語で教区を分けるべきとする提案が出た。17世紀〜18世紀の海岸地方では、スウェーデン語系とフィンランド語系の教区でそれぞれ教会が建設されるのが一般的となった。または、1つの教会で時間帯を変えてそれぞれの言語でミサを行った。こうした方法が20世紀以降も続けられた。

## 科学
1640年にオーボ王立アカデミーが設立されると、スウェーデンのウプサラから教授が派遣され、多くのフィンランド知識人を輩出した。数学者のヤコブ・ガドリンは、のちにオーボ司教になった。博物学者・探検家のペール・カルムは、大北方戦争時代にスウェーデンへ避難した家庭の出身で、オーボ王立アカデミーの教授になった。カルムに学んだアンダシュ・シデニウスは牧師から政治家となり、出版の自由、信仰の自由、自由貿易を主張した。スウェーデン統治時代の1749年に人口統計が始まり、フィンランドはスウェーデンと並んで世界最長の人口時系列調査を記録している。
ロシア統治時代の探検家で鉱山学者アドルフ・エリク・ノルデンショルドは、北極海航路を開拓して日本を通り太平洋へ到達した。歴史学者ユリヨ＝コスキネンはフィンランド史研究の先駆者であり『フィンランド民族史の教科書』を発表した。法学者・政治家のレオ・メケリンはフィンランド自治の正当性を出版や国際会議で訴え、1903年にスウェーデンに亡命した。メケリンはノキアの創業メンバーでもある。
自然科学分野での初のノーベル賞受賞者はラグナー・グラニトで、スウェーデンのカロリンスカ研究所で1967年のノーベル生理学・医学賞を2人のアメリカ人研究者とともに受賞した。グラニトは冬戦争の最中にスウェーデン国籍を取得して安定した研究を続けつつ、フィンランドとの二重国籍を保った。

## 教育
1640年のオーボ王立アカデミー設立後の高等教育は教会から教育機関へと移った。スウェーデン統治時代の教育言語はスウェーデン語であり、大学ではラテン語とスウェーデン語が使われた。1630年に設立されたギムナジウムや、1760年代から設立された初等学校でもスウェーデン語が使われた。フィンランド語での授業はロシア統治時代以降に進んだ。1930年代には大学生はフィンランド語系がスウェーデン語系を上回るようになり、AKSは大学の講義でフィンランド語を優先するよう要求した。フィンランド語が公用語として強化されるにつれ、スウェーデン語系の家庭では、子供をフィンランド語の学校に通わせることも増えた。
戦後のフィンランドでは言語教育が社会政策や文化政策の重要な一部とみなされ、1950年から2000年にかけて言語教育に投入された資金は国家予算1年分に匹敵するとされる。スウェーデン語系住民はスウェーデン語系学校に進学するのが原則で、スウェーデン語のみの教育で大学まで学ぶ権利がある。1970年代から、スウェーデン語系は第2内国語としてフィンランド語の学習が義務づけられている。こうした言語教育は、欧州連合（EU）の言語教育の方針にも合致している。EUにおいては、欧州市民の異言語能力の獲得と、文化的多様性の尊重が重要な課題とされている。フィンランド語やスウェーデン語を母語としない移民には、第2言語としてフィンランド語かスウェーデン語を学習する機会が与えられる。難民がどちらの言語を学ぶかについては、居住する自治体が単一言語自治体か2言語併用自治体かによって決まる。
スウェーデン語系の生徒の言語環境は多様化しており、フィンランド語系学校の2言語話者が3%であるのに対して、スウェーデン語系学校の2言語話者は25%から50%となっている。スウェーデン語系の2言語話者はフィンランド語能力の方が高い場合もあり、他方でフィンランド語が優位な2言語併用家庭の生徒がスウェーデン語系学校を選択することが増えている。教員は、個々人で言語能力が大きく異なる生徒集団への対応が必要となっている。

## 文化

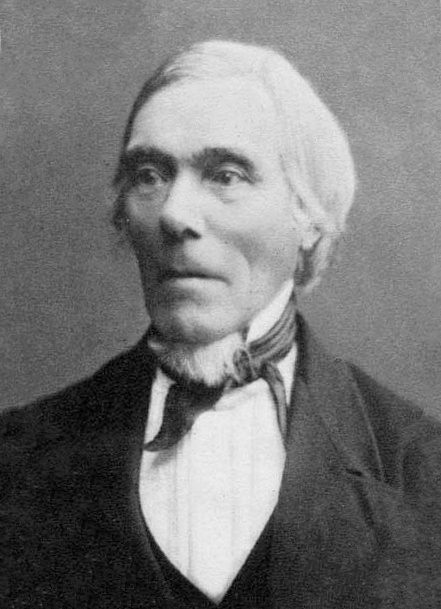
エリアス・リョンロート

スウェーデン統治時代は、支配層や知識人の中心はスウェーデン語系だった。ロシア統治時代から公費でパリやウィーンに留学して芸術を学べるようになり、その影響で各方面の芸術が盛んになった。
ロシア統治時代にはフィンランドの民族文化への関心も高まり、初期はスウェーデン語系が運動を主導した。フィンランド語の地位向上を主張したユーハン・ヴィルヘルム・スネルマンや、『カレワラ』の編纂者エリアス・リョンロートもスウェーデン語系にあたる。こうした人々は言語にもとづく民族ではなく、近代国家としてのフィンランドの一致を求めて活動した。スネルマンやリョンロートの運動は、フィンランドが欧州各国と並ぶためにフィンランド語を母語とする教養人の育成が不可欠とするものだった。スネルマンらは、当座は教養があるスウェーデン語系がフィンランド語を習得すべきと主張した。しかし20世紀以降はフィンランド語系の教養人が増加し、スネルマンらの構想とは異なる形で国民的統一が進んだ。

### 伝承、民話
フィンランドでは、相手の言葉が分からない人についての話や冗談がスウェーデン語系とフィンランド語系の双方に存在する。民俗学者が20世紀初頭の南西フィンランドで収集した滑稽話には「スウェーデン人の市場に出かける3人のフィンランドのおばさんたち」があり、以下のような物語になっている。
同様の話は南西部を中心として海岸一帯にも存在する。女性の出身や結末にはバリエーションがあり、女性たちが3つしか言い回しを知らない点が判明して無罪放免になるパターンもある。
19世紀以降にロシアからの独立を求める過程で、フィンランド語系の間ではカレリア地方に由来する民族叙事詩『カレワラ』が流行した。『カレワラ』を編纂したリョンロートはスウェーデン語系にあたる。他方、スウェーデン語系や汎スカンディナヴィア主義を掲げる者たちの間では、北欧神話のエッダやサガが好まれた。

### 文学

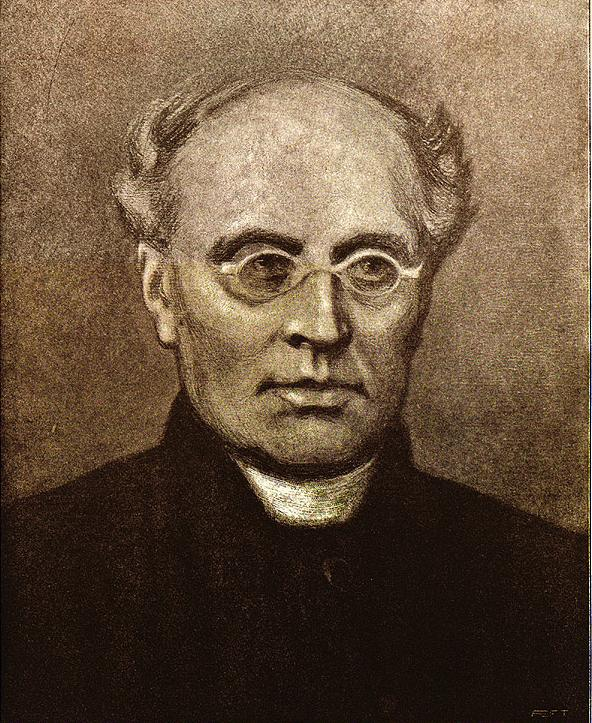
ルーネベリ

フィンランドの文芸作品は当初スウェーデン語で書かれ、詩を中心に増えていった。1831年設立のフィンランド文学協会（SKS）は、創立メンバーの多くがスウェーデン語系だった。スウェーデン統治時代の詩人ルーネベリの詩に登場する農夫パーヴォはフィンランド人のモデルとされ、「我が祖国」（1848年）はフィンランド語に翻訳されて国家『我等の地』の歌詞になり、国民的な詩人と評価された。フィンランド語で執筆した最初の作家であるアレクシス・キヴィはスウェーデン語とフィンランド語のバイリンガルで、キヴィ作品の登場人物はフィン人らしさの体現として劇作家や演出家に踏襲された。傾向として、スウェーデン語系の文芸作品では庶民性を示すためにフィンランド語が用いられ、フィンランド語系では時代や地方色を出すためにスウェーデン語が用いられる。

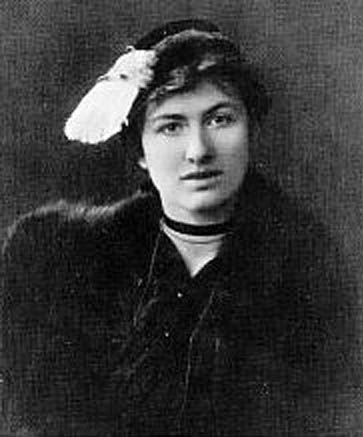
エーディット・スーデルグラン

歴史学者・ジャーナリストのザクリス・トペリウスはフィンランドの歴史について『わが祖国の本』（1875年）を発表し、フィンランド語に翻訳されて教科書にも採用された。しかし、トペリウスは政治的に攻撃され、彫刻家ヴィレ・ヴァルグレンが制作したトペリウス像は1909年に完成したものの1932年まで設置場所が決まらず、「追放された詩人」とも呼ばれた。詩人エーディト・ショーデルグランは自由律、強烈な想像力、語彙や主題の拡大などによって、北欧文学のモダニズムの先駆けともいわれている。
戦後復興の進んだ1950年代はフィンランド文学の黄金時代とも呼ばれる。新世代の作家が多数登場し、政治的立場、世代、様式（モダニズム等）の立場に分かれて対立も活発になった。イェスタ・オーグレーンは1989年にフィンランド最高の文学賞フィンランディア賞を受賞した。

### 美術、デザイン
アクセリ・ガッレン＝カッレラはスウェーデン語系の名前アクセル・ガレンから1907年に改名し、『カレワラ』を題材とした作品を多数描いた。ヒューゴ・シンベリは『傷ついた天使』（1903年）を描き、フィンランドを代表する画家の1人となった。19世紀後半から20世紀前半にかけて作品を発表した人物としては、他にアルベルト・エデルフェルトや、近年モダニズム芸術の観点から評価が進むヘレン・シャルフベックらがいる。
1930年代の芸術の題材には民族アイデンティティが多く、やがてモダンアートの運動がフィンランドにも起きた。実業家のマイレ・グリッセンは芸術界の近代化や女性の地位向上を進め、1935年にはアルヴァル・アールト、アイノ・アールト夫妻やニルス・グスタフ・ハールとアルテックを設立して芸術・技術・科学を結びつける活動をした。1938年のアルテックのプロデュースとマイレの主催による「フランス芸術展」は、フィンランド初の女性主催の展覧会だった。アルテックは国外の芸術家やフィンランドのモダニストの紹介も積極的に行った。1939年にはスウェーデンの協会をモデルにして現代美術協会が設立された。『ムーミン』シリーズの作者として知られる画家・作家のトーベ・ヤンソンは1940年代には諷刺画家としても著名で、スウェーデン語系を攻撃する純正フィンランド主義者や、ナチス・ドイツ、ソビエト連邦を諷刺した。またパブリックアートとして壁画を数多く制作した。1950年代に抽象美術がフィンランドに紹介され、抽象と具象をめぐって美術界は2分された。当初の抽象美術は大半がスウェーデン語系で占められた。
1950年代以降は国内外でフィンランドのデザインの評価が進んだ。カイ・フランクは陶器メーカーのアラビアで働いたことをきっかけにデザイナーとなった。戦後で物資が少ないフィンランドに合ったコンパクトな設計をおこない、食器シリーズの「キルタ」は1953年代から国際的に成功した。アンニカ・リマラはカイ・フランクらからデザインを学び、マリメッコのファッションデザイナーとなる。1968年には年齢・性別・階級・国籍などに関係ないデザインとして、平等なストライプを意味する「タサライタ」を発表してマリメッコの定番の一つになった。

### 音楽
作曲家のジャン・シベリウスは『カレワラ』を題材にした『クッレルヴォ』（1892年）や、交響詩『フィンランディア』（1899年）を発表した。『フィンランディア』はロシアからの独立を目指すフィンランド人を表現したとして愛国的な人気を得たが、ロシア統治時代は演奏を禁止された。オスカル・メリカントは『夏の夜のワルツ』などのピアノ曲を手がけ、当時はシベリウス以上に人気のある作曲家として活躍した。

### 演劇、映画

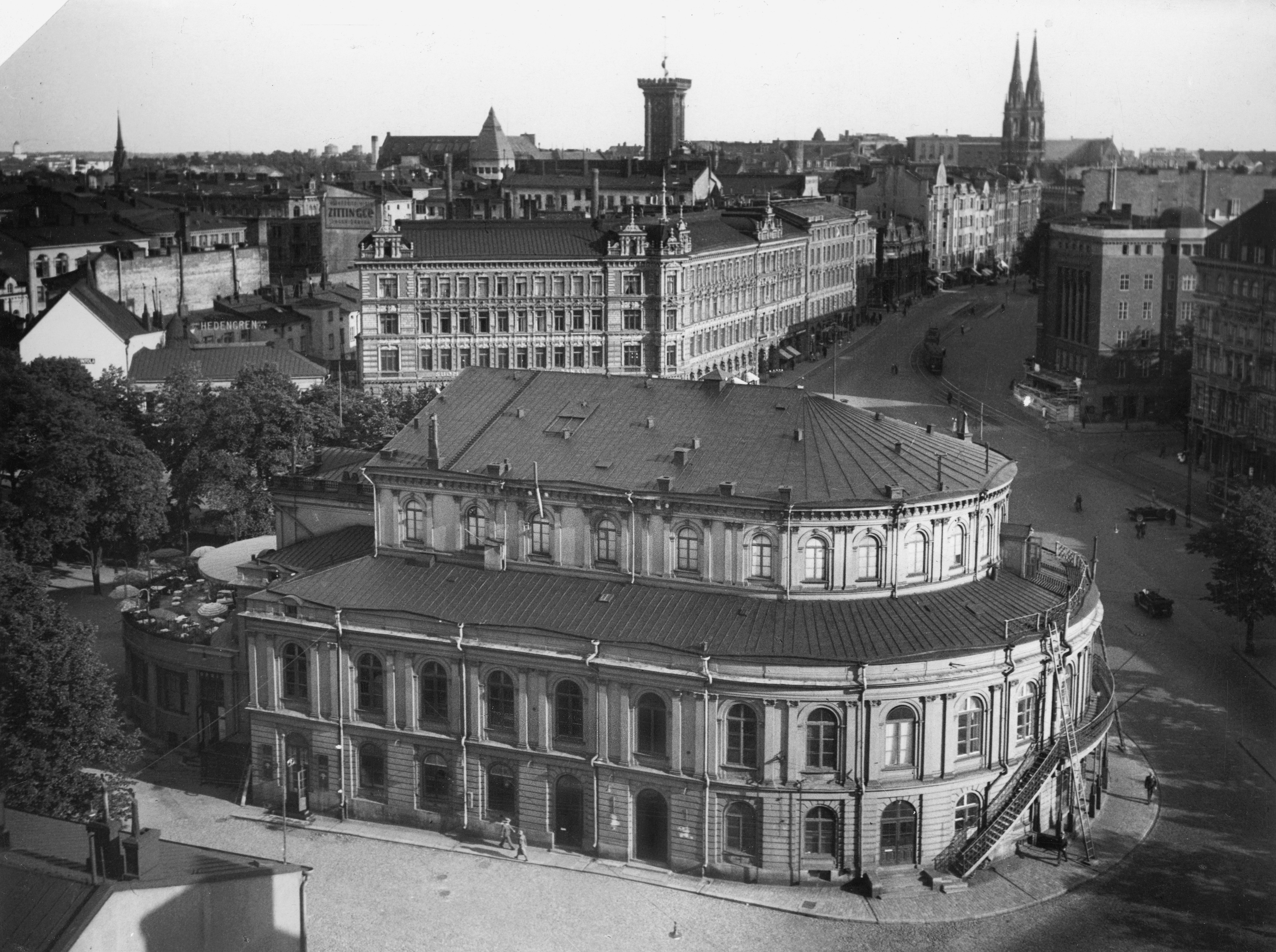
スヴェンスカ劇場

フィンランド初の常設劇場は1860年にヘルシンキで建設されたスヴェンスカ劇場で、スウェーデン語の戯曲を中心に上演された。1915年に国立化し、1936年に改修された。
スウェーデン語系の上流階級イメージは、フィクションでも使われた。たとえば内戦の時代や第二次大戦前を舞台にした映画では、良家の人間がスウェーデン語を話したり、フィンランド語系の教養階級がスウェーデン語を混ぜて話したりする描写がしばしば見られる。

### 出版、メディア
スウェーデン統治時代の自由の時代と呼ばれる時期、アンデシュ・シデニウスの発案によって出版自由法（1766年）が成立した。出版自由法は情報公開法の先駆けともいわれ、基本法（憲法）としての性格をもち、検閲の廃止や公文書公開の原則があった。出版自由法によって言論活動の自由だけでなく、政府情報を取得し利用する権利も認められた。これにより、フィンランドでも1771年にはスウェーデン語の新聞が創刊された。
スウェーデン語系の新聞として、1864年創刊の老舗の日刊紙『ヒューヴドスタドブラデッド（首都新聞）』や、1882年に創刊されたリベラルな朝刊紙『ニヤ・プレッセン（新報道）』がある。『ニヤ・プレッセン』は『ダーゲンス・プレス』の改名をへて、自由主義的な夕刊紙『スヴェンスカ・プレッセン』となった。政党別の機関紙には、社会民主党の『アルベタルブラデッド（労働者新聞）』、人民民主同盟系で左派読者の多い『ニィ・ティド（新時代）』などがある。
雑誌では一般誌の『アッラス・クレニカ（みんなの記録）』、女性向け情報誌の『アストラ（星）』、隔週金曜日発行の政治情報誌『ヴォル・ティド（我らが時代）』、汎スカンディナヴィア主義のオピニオン雑誌『ヴィキンゲン（ヴァイキング）』、出版業会誌『ルシフェル』などがある。カリカチュアや風刺雑誌には『クーレ（相棒）』、『フィーレン（灯台）』、『ガルム』がある。
1940年代にフィンランド政府とナチス・ドイツの協力が始まると、ドイツに批判的なメディアは国内で非難された。スウェーデン語系メディアはフィンランド語系よりもドイツ批判に積極的で、反ドイツの論陣だった『スヴェンスカ・プレッセン』は廃刊させられた。戦後のスウェーデン語系の読者は、フィンランド語系の読者よりも芸術や思想の動向を手に入れるのが早かった。スウェーデン語系メディアは新しい芸術に寛容な傾向があり、抽象美術などをフィンランド語メディアよりも早く紹介した。実存主義がヨーロッパで広まった際には、サルトルやボーヴォワール、カミュらの著書がスウェーデン経由で紹介された。
2017年時点のフィンランドの出版総数10369点のうち、スウェーデン語は461点、フィンランド語8469点、その他の言語1439点となっている。フィンランドには、図書館から著作が貸し出されることによる著作者の損失を補償する制度が2つあり、貸与補償制度と図書館助成金制度がある。貸与補償制度は図書館での貸出数にもとづいて補償金額を決めるもので、EUの文化政策として導入された。図書館助成金制度は1960年代に始まり、公共図書館の資料費の10%をフィンランド文化の向上に貢献した文学やノンフィクションの著作者に支払う。図書館助成金委員会は教育文化省が任命し、フィンランド語とスウェーデン語を代表する著作者や翻訳者の組織と協議をして選考する。

### 祝祭日
11月6日は「スウェーデンの日」としてスウェーデン語系が祝う。この日はスウェーデン国王グスタフ2世アドルフの命日にあたり、スウェーデン語系が出自を再確認する日として1908年以降に祝うようになった。正装で参加し、娯楽や情報交換をする日でもある。11月6日に着飾って酔っている人間はスウェーデン語系とみなされるため、IKLなどの純正フィンランド主義者にとって標的を見つけやすい日でもあった。1930年代の「スウェーデンの日」では、フィンランド語系がスウェーデン語系を殴るのが常だったという回想の記録もある。
聖ルチアの祝日である12月13日には聖ルチア祭があり、1930年代にスウェーデンからフィンランドに伝わった。この日は冬への別れと春の訪れを告げるために祝われ、女性が白衣を着てロウソクを立てた花冠をかぶり、菓子やジンジャーブレッドを捧げ持って家族を起こしてまわる。

## 著名なスウェーデン系フィンランド人
詳しくは、スウェーデン系フィンランド人の一覧を参照。
- アルヴァ・アールト（建築家、デザイナー）
- ミカエル・ウィデニウス（MySQL AB創設者）
- ハンス・ウィンド（軍人、エース・パイロット）
- ラグナー・グラニト（科学者。ノーベル生理学・医学賞受賞）
- マーカス・グロンホルム（ラリードライバー）
- ジャン・シベリウス（作曲家）
- リーナス・トーバルズ（プログラマ）
- アドルフ・エリク・ノルデンショルド（探検家）
- カール・グスタフ・マンネルヘイム（軍人、フィンランド大統領）
- トーベ・ヤンソン（画家、作家）
- キリル・ラクスマン（博物学者）
- ケケ・ロズベルグ（元F1ドライバー）